# (121817) Szatmáry
(121817) Szatmáry est un astéroïde de la ceinture principale.

## Description
(121817) Szatmary est un astéroïde de la ceinture principale. Il fut découvert le 2 janvier 2000 à Piszkesteto par Krisztián Sárneczky et László L. Kiss. Il présente une orbite caractérisée par un demi-grand axe de 3,18 UA, une excentricité de 0,19 et une inclinaison de 16,0° par rapport à l'écliptique.

## Compléments